# 달카우에
달카우에(스페인어: Dalcahue)는 칠레 로스라고스 주 칠로에 현의 코무나이다.